# Chris Shays
Christopher Hunter Shays dit Chris Shays, né le 18 octobre 1945 à Stamford (Connecticut), est un homme politique américain, représentant républicain du Connecticut à la Chambre des représentants des États-Unis de 1987 à 2009.

## Biographie
Diplômé d'un baccalauréat universitaire ès lettres du Principia College (en) en 1968, Chris Shays rejoint le Corps de la Paix pendant deux ans. Il reprend par la suite ses études à l'université de New York, où il obtient un MBA en 1974 et un MPA en 1978.
Il est élu à la Chambre des représentants du Connecticut à partir de 1975.
En 1987, il est élu à la Chambre des représentants des États-Unis à l'occasion d'une élection partielle provoquée par la mort du républicain Stewart McKinney. Il est par la suite facilement réélu tous les deux ans jusqu'aux élections de 2004 et 2006, où il devance de justesse la démocrate Diane Farrell. Lors des élections de 2008, il est battu par le démocrate Jim Himes, notamment porté par la victoire de Barack Obama dans le Connecticut. Avec la défaite de Shays, c'est la première fois depuis sa création en 1854 que le Parti républicain n'obtient aucun siège de représentant en Nouvelle-Angleterre.
En 2012, Shays se présente au Sénat fédéral pour succéder à l'indépendant Joe Lieberman. Il est cependant largement battu par Linda McMahon lors des primaires républicaines, rassemblant moins de 30 % des suffrages.

## Positions politiques
Chris Shays est un républicain modéré,.
Lors des primaires présidentielles de 2016, il soutient John Kasich. Cependant, après la victoire de Donald Trump, il annonce qu'il votera pour la démocrate Hillary Clinton en novembre, jugeant le candidat républicain « dangereux ».